# Manu Koné
Kouadio Emmanuel Boris Koné, detto Manu (Colombes, 17 maggio 2001), è un calciatore francese di origini ivoriane, centrocampista della Roma e della nazionale francese.

## Caratteristiche tecniche
È un centrale di centrocampo che abbina forza fisica a qualità tecnica. Forte nei contrasti, si distingue anche per essere un ottimo recupera-palloni. Dispone inoltre di un ottimo tiro dalla distanza. Può giocare sia da mezzala in un centrocampo a 3 che da mediano nel centrocampo a 2, oltreché da mediano unico in un 4-1-4-1.

## Carriera

### Club

#### Gli inizi
Calcisticamente cresciuto nel settore giovanile del Tolosa, ha esordito in prima squadra il 24 maggio 2019, nella sconfitta per 1-2 contro il Digione. Con la maglia dei francesi, in tre stagioni complessive, ha collezionato 59 presenze mettendo a segno 6 gol.

#### Borussia Mönchengladbach
Il 21 gennaio 2021 viene acquistato dai tedeschi del Borussia Mönchengladbach, rimanendo però in prestito al Tolosa fino al termine della stagione. La cifra versata è pari a 9 milioni di euro. Segna la sua prima rete tedesca il 27 ottobre 2021, nella rocambolesca vittoria 5-0 contro il Bayern Monaco in DFB-Pokal.
Nella stagione 2022-2023 viene classificato a pari merito con il difensore dell'Augusta Jeffrey Gouweleeuw nella classifica dei giocatori con il maggior numero di ammonizioni (12). Koné ha disputato un totale di 30 partite di campionato, siglando la sua unica marcatura stagionale l'11 novembre 2022, in una vittoria 4-2 contro il Borussia Dortmund.
La campagna 2023-2024 è iniziata con un infortunio al ginocchio patito nel mese di giugno in un impegno con la nazionale. Segna la sua prima marcatura della stagione il 25 novembre 2023, nuovamente ai danni del Borussia Dortmund. Termina la stagione con un totale di 25 presenze e 2 reti.

#### Roma
Il 30 agosto 2024 viene acquistato dalla Roma in prestito con obbligo di riscatto a 15 milioni di euro circa. Due giorni dopo ha esordito in Serie A nella partita in casa della Juventus, subentrando nella ripresa a Niccolò Pisilli. Il 27 ottobre ha realizzato la prima rete in Serie A, accorciando le distanze nella sconfitta per 5-1 in casa della Fiorentina. Il 7 dicembre ha realizzato la rete del definitivo 4-1 contro il Lecce, realizzando così la prima rete allo Stadio Olimpico.

### Nazionale
Ha giocato nelle nazionali giovanili francesi Under-18, Under-19 ed Under-21.
Nel 2024 ha partecipato ai Giochi Olimpici di Parigi, dove ha vinto una medaglia d'argento.
Il 29 agosto 2024 viene convocato per la prima volta in nazionale maggiore, con cui ha esordito il 6 settembre seguente nella sfida persa in casa in Nations League contro l'Italia (1-3).

## Statistiche

### Presenze e reti nei club
Statistiche aggiornate al 25 maggio 2025.
| Stagione                   | Squadra                    | Campionato                 | Campionato | Campionato | Coppe nazionali | Coppe nazionali | Coppe nazionali | Coppe continentali | Coppe continentali | Coppe continentali | Altre coppe | Altre coppe | Altre coppe | Totale | Totale |
| Stagione                   | Squadra                    | Comp                       | Pres       | Reti       | Comp            | Pres            | Reti            | Comp               | Pres               | Reti               | Comp        | Pres        | Reti        | Pres   | Reti   |
| -------------------------- | -------------------------- | -------------------------- | ---------- | ---------- | --------------- | --------------- | --------------- | ------------------ | ------------------ | ------------------ | ----------- | ----------- | ----------- | ------ | ------ |
| 2018-gen. 2019             | Tolosa 2                   | CN3                        | 19         | 1          | CF              | 0               | 0               | -                  | -                  | -                  | -           | -           | -           | 19     | 1      |
| gen.-giu. 2019             | Tolosa                     | L1                         | 1          | 0          | CF              | 0               | 0               | -                  | -                  | -                  | -           | -           | -           | 1      | 0      |
| 2019-2020                  | Tolosa                     | L1                         | 13         | 0          | CF              | 3               | 1               | -                  | -                  | -                  | -           | -           | -           | 16     | 1      |
| 2020-2021                  | Tolosa                     | L2                         | 36+3       | 3+1        | CF              | 3               | 1               | -                  | -                  | -                  | -           | -           | -           | 42     | 5      |
| Totale Tolosa              | Totale Tolosa              | Totale Tolosa              | 53         | 4          |                 | 6               | 2               |                    | -                  | -                  |             | -           | -           | 59     | 6      |
| 2021-2022                  | Borussia M'gladbach        | BL                         | 27         | 2          | CG              | 2               | 1               | -                  | -                  | -                  | -           | -           | -           | 29     | 3      |
| 2022-2023                  | Borussia M'gladbach        | BL                         | 30         | 1          | CG              | 1               | 0               | -                  | -                  | -                  | -           | -           | -           | 31     | 1      |
| 2023-2024                  | Borussia M'gladbach        | BL                         | 22         | 1          | CG              | 3               | 1               | -                  | -                  | -                  | -           | -           | -           | 25     | 2      |
| lug.-ago. 2024             | Borussia M'gladbach        | BL                         | 0          | 0          | CG              | 1               | 0               | -                  | -                  | -                  | -           | -           | -           | 1      | 0      |
| Totale Borussia M'gladbach | Totale Borussia M'gladbach | Totale Borussia M'gladbach | 79         | 4          |                 | 7               | 2               |                    | -                  | -                  |             | -           | -           | 86     | 6      |
| 2024-2025                  | Roma                       | A                          | 34         | 2          | CI              | 1               | 0               | UEL                | 10                 | 0                  | -           | -           | -           | 45     | 2      |
| 2025-2026                  | Roma                       | A                          | -          | -          | CI              | -               | -               | UEL                | -                  | -                  | -           | -           | -           | -      | -      |
| Totale Roma                | Totale Roma                | Totale Roma                | 34         | 2          |                 | 1               | 0               |                    | 10                 | 0                  |             | -           | -           | 45     | 2      |
| Totale carriera            | Totale carriera            | Totale carriera            | 185        | 11         |                 | 14              | 4               |                    | 10                 | 0                  |             | -           | -           | 209    | 15     |

### Cronologia presenze e reti in nazionale
| Cronologia completa delle presenze e delle reti in nazionale ― Francia | Cronologia completa delle presenze e delle reti in nazionale ― Francia | Cronologia completa delle presenze e delle reti in nazionale ― Francia | Cronologia completa delle presenze e delle reti in nazionale ― Francia | Cronologia completa delle presenze e delle reti in nazionale ― Francia | Cronologia completa delle presenze e delle reti in nazionale ― Francia | Cronologia completa delle presenze e delle reti in nazionale ― Francia | Cronologia completa delle presenze e delle reti in nazionale ― Francia |
| Data                                                                   | Città                                                                  | In casa                                                                | Risultato                                                              | Ospiti                                                                 | Competizione                                                           | Reti                                                                   | Note                                                                   |
| ---------------------------------------------------------------------- | ---------------------------------------------------------------------- | ---------------------------------------------------------------------- | ---------------------------------------------------------------------- | ---------------------------------------------------------------------- | ---------------------------------------------------------------------- | ---------------------------------------------------------------------- | ---------------------------------------------------------------------- |
| 6-9-2024                                                               | Parigi                                                                 | Francia                                                                | 1 – 3                                                                  | Italia                                                                 | UEFA Nations League 2024-2025 - 1º turno                               | -                                                                      | 58’ 60’                                                                |
| 9-9-2024                                                               | Lione                                                                  | Francia                                                                | 2 – 0                                                                  | Belgio                                                                 | UEFA Nations League 2024-2025 - 1º turno                               | -                                                                      | 4’                                                                     |
| 14-10-2024                                                             | Bruxelles                                                              | Belgio                                                                 | 1 – 2                                                                  | Francia                                                                | UEFA Nations League 2024-2025 - 1º turno                               | -                                                                      |                                                                        |
| 17-11-2024                                                             | Milano                                                                 | Italia                                                                 | 1 – 3                                                                  | Francia                                                                | UEFA Nations League 2024-2025 - 1º turno                               | -                                                                      |                                                                        |
| 20-3-2025                                                              | Spalato                                                                | Croazia                                                                | 2 – 0                                                                  | Francia                                                                | UEFA Nations League 2024-2025 - Quarti di finale                       | -                                                                      | 84’                                                                    |
| 23-3-2025                                                              | Saint-Denis                                                            | Francia                                                                | 2 – 0 dts (5 – 4 dtr)                                                  | Croazia                                                                | UEFA Nations League 2024-2025 - Quarti di finale                       | -                                                                      | 111’                                                                   |
| 5-6-2025                                                               | Stoccarda                                                              | Spagna                                                                 | 5 – 4                                                                  | Francia                                                                | UEFA Nations League 2024-2025 - Semifinale                             | -                                                                      | 90+7’                                                                  |
| 8-6-2025                                                               | Stoccarda                                                              | Germania                                                               | 0 – 2                                                                  | Francia                                                                | UEFA Nations League 2024-2025 - Finale 3º posto                        | -                                                                      | 68’                                                                    |
| Totale                                                                 |                                                                        | Presenze                                                               | 8                                                                      |                                                                        | Reti                                                                   | 0                                                                      |                                                                        |

| Cronologia completa delle presenze e delle reti in nazionale ― Francia olimpica | Cronologia completa delle presenze e delle reti in nazionale ― Francia olimpica | Cronologia completa delle presenze e delle reti in nazionale ― Francia olimpica | Cronologia completa delle presenze e delle reti in nazionale ― Francia olimpica | Cronologia completa delle presenze e delle reti in nazionale ― Francia olimpica | Cronologia completa delle presenze e delle reti in nazionale ― Francia olimpica | Cronologia completa delle presenze e delle reti in nazionale ― Francia olimpica | Cronologia completa delle presenze e delle reti in nazionale ― Francia olimpica |
| Data                                                                            | Città                                                                           | In casa                                                                         | Risultato                                                                       | Ospiti                                                                          | Competizione                                                                    | Reti                                                                            | Note                                                                            |
| ------------------------------------------------------------------------------- | ------------------------------------------------------------------------------- | ------------------------------------------------------------------------------- | ------------------------------------------------------------------------------- | ------------------------------------------------------------------------------- | ------------------------------------------------------------------------------- | ------------------------------------------------------------------------------- | ------------------------------------------------------------------------------- |
| 24-7-2024                                                                       | Marsiglia                                                                       | Francia olimpica                                                                | 3 – 0                                                                           | Stati Uniti olimpica                                                            | Olimpiadi 2024 - 1º turno                                                       | 1                                                                               | 87’                                                                             |
| 27-7-2024                                                                       | Nizza                                                                           | Francia olimpica                                                                | 1 – 0                                                                           | Guinea olimpica                                                                 | Olimpiadi 2024 - 1º turno                                                       | -                                                                               | 87’                                                                             |
| 2-8-2024                                                                        | Bordeaux                                                                        | Francia olimpica                                                                | 1 – 0                                                                           | Argentina olimpica                                                              | Olimpiadi 2024 - Quarti di finale                                               | -                                                                               | 41’                                                                             |
| 9-8-2024                                                                        | Parigi                                                                          | Francia olimpica                                                                | 3 – 5 dts                                                                       | Spagna olimpica                                                                 | Olimpiadi 2024 - Finale                                                         | -                                                                               | 36’ 105’                                                                        |
| Totale                                                                          |                                                                                 | Presenze                                                                        | 4                                                                               |                                                                                 | Reti                                                                            | 0                                                                               |                                                                                 |

| Cronologia completa delle presenze e delle reti in nazionale ― Francia under 21 | Cronologia completa delle presenze e delle reti in nazionale ― Francia under 21 | Cronologia completa delle presenze e delle reti in nazionale ― Francia under 21 | Cronologia completa delle presenze e delle reti in nazionale ― Francia under 21 | Cronologia completa delle presenze e delle reti in nazionale ― Francia under 21 | Cronologia completa delle presenze e delle reti in nazionale ― Francia under 21 | Cronologia completa delle presenze e delle reti in nazionale ― Francia under 21 | Cronologia completa delle presenze e delle reti in nazionale ― Francia under 21 |
| Data                                                                            | Città                                                                           | In casa                                                                         | Risultato                                                                       | Ospiti                                                                          | Competizione                                                                    | Reti                                                                            | Note                                                                            |
| ------------------------------------------------------------------------------- | ------------------------------------------------------------------------------- | ------------------------------------------------------------------------------- | ------------------------------------------------------------------------------- | ------------------------------------------------------------------------------- | ------------------------------------------------------------------------------- | ------------------------------------------------------------------------------- | ------------------------------------------------------------------------------- |
| 2-6-2022                                                                        | Grenoble                                                                        | Francia under 21                                                                | 2 – 0                                                                           | Serbia under 21                                                                 | Qual. Europeo Under-21 2023                                                     | -                                                                               | 72’                                                                             |
| 6-6-2022                                                                        | Erevan                                                                          | Armenia under 21                                                                | 1 – 4                                                                           | Francia under 21                                                                | Qual. Europeo Under-21 2023                                                     | -                                                                               | 60’                                                                             |
| 9-6-2022                                                                        | Istanbul                                                                        | Ucraina under 21                                                                | 3 – 3                                                                           | Francia under 21                                                                | Qual. Europeo Under-21 2023                                                     | -                                                                               | 56’                                                                             |
| 23-9-2022                                                                       | Magdeburgo                                                                      | Germania under 21                                                               | 1 – 2                                                                           | Francia under 21                                                                | Amichevole                                                                      | -                                                                               | 73’                                                                             |
| 26-9-2022                                                                       | Valenciennes                                                                    | Francia under 21                                                                | 2 – 2                                                                           | Belgio under 21                                                                 | Amichevole                                                                      | -                                                                               | 59’                                                                             |
| 19-11-2022                                                                      | Caen                                                                            | Francia under 21                                                                | 1 – 1                                                                           | Norvegia under 21                                                               | Amichevole                                                                      | -                                                                               | 69’                                                                             |
| 25-3-2023                                                                       | Leicester                                                                       | Inghilterra under 21                                                            | 4 – 0                                                                           | Francia under 21                                                                | Amichevole                                                                      | -                                                                               | 74’                                                                             |
| 16-6-2023                                                                       | Grenoble                                                                        | Francia under 21                                                                | 1 – 0                                                                           | Messico under 21                                                                | Amichevole                                                                      | -                                                                               | 71’                                                                             |
| 22-6-2023                                                                       | Cluj-Napoca                                                                     | Francia under 21                                                                | 2 – 1                                                                           | Italia under 21                                                                 | Europeo Under-21 2023 - 1º turno                                                | -                                                                               | 85’                                                                             |
| 25-6-2023                                                                       | Cluj-Napoca                                                                     | Norvegia under 21                                                               | 0 – 1                                                                           | Francia under 21                                                                | Europeo Under-21 2023 - 1º turno                                                | -                                                                               | 78’                                                                             |
| 28-6-2023                                                                       | Cluj-Napoca                                                                     | Svizzera under 21                                                               | 1 – 4                                                                           | Francia under 21                                                                | Europeo Under-21 2023 - 1º turno                                                | -                                                                               | 19’                                                                             |
| Totale                                                                          |                                                                                 | Presenze                                                                        | 11                                                                              |                                                                                 | Reti                                                                            | 0                                                                               |                                                                                 |

| Cronologia completa delle presenze e delle reti in nazionale ― Francia under 19 | Cronologia completa delle presenze e delle reti in nazionale ― Francia under 19 | Cronologia completa delle presenze e delle reti in nazionale ― Francia under 19 | Cronologia completa delle presenze e delle reti in nazionale ― Francia under 19 | Cronologia completa delle presenze e delle reti in nazionale ― Francia under 19 | Cronologia completa delle presenze e delle reti in nazionale ― Francia under 19 | Cronologia completa delle presenze e delle reti in nazionale ― Francia under 19 | Cronologia completa delle presenze e delle reti in nazionale ― Francia under 19 |
| Data                                                                            | Città                                                                           | In casa                                                                         | Risultato                                                                       | Ospiti                                                                          | Competizione                                                                    | Reti                                                                            | Note                                                                            |
| ------------------------------------------------------------------------------- | ------------------------------------------------------------------------------- | ------------------------------------------------------------------------------- | ------------------------------------------------------------------------------- | ------------------------------------------------------------------------------- | ------------------------------------------------------------------------------- | ------------------------------------------------------------------------------- | ------------------------------------------------------------------------------- |
| 5-9-2019                                                                        | Krško                                                                           | Slovenia under 19                                                               | 0 – 1                                                                           | Francia under 19                                                                | Amichevole                                                                      | -                                                                               |                                                                                 |
| 7-9-2019                                                                        | Krško                                                                           | Croazia under 19                                                                | 1 – 1                                                                           | Francia under 19                                                                | Amichevole                                                                      | -                                                                               | 68’                                                                             |
| 9-9-2019                                                                        | Krško                                                                           | Francia under 19                                                                | 3 – 3                                                                           | Russia under 19                                                                 | Amichevole                                                                      | -                                                                               |                                                                                 |
| 9-10-2019                                                                       | Malaga                                                                          | Francia under 19                                                                | 3 – 1                                                                           | Inghilterra under 19                                                            | Amichevole                                                                      | -                                                                               |                                                                                 |
| 11-10-2019                                                                      | Malaga                                                                          | Belgio under 19                                                                 | 2 – 2                                                                           | Francia under 19                                                                | Amichevole                                                                      | -                                                                               | 76’                                                                             |
| 13-11-2019                                                                      | Køge                                                                            | Francia under 19                                                                | 5 – 0                                                                           | Fær Øer under 19                                                                | Qual. Europeo Under-19 2020                                                     | -                                                                               | 73’                                                                             |
| 16-11-2019                                                                      | Køge                                                                            | Francia under 19                                                                | 2 – 0                                                                           | Finlandia under 19                                                              | Qual. Europeo Under-19 2020                                                     | -                                                                               | 66’                                                                             |
| 19-11-2019                                                                      | Køge                                                                            | Danimarca under 19                                                              | 1 – 0                                                                           | Francia under 19                                                                | Qual. Europeo Under-19 2020                                                     | -                                                                               | 35’                                                                             |
| Totale                                                                          |                                                                                 | Presenze                                                                        | 8                                                                               |                                                                                 | Reti                                                                            | 0                                                                               |                                                                                 |

## Palmarès

### Nazionale
- Argento olimpico: 1

Parigi 2024